# Cadalso de los Vidrios
Cadalso de los Vidrios ist eine Kleinstadt und eine zentralspanische Gemeinde (municipio) mit 3.228 Einwohnern (Stand: 2024) in der Autonomen Region Madrid. Der historische Ortskern wurde als Kulturgut (Bien de Interés Cultural) in der Kategorie Conjunto histórico-artístico eingestuft.

## Lage und Klima
Der Ort Cadalso de los Vidrios liegt in den südöstlichen Ausläufern der Sierra de Guadarrama rund 82 km (Fahrtstrecke) westlich von Madrid in einer Höhe von ca. 805 m; die Städte Ávila und Toledo liegen etwa 60 km nordwestlich bzw. knapp 75 km südöstlich. Das Klima ist im Winter rau, im Sommer dagegen gemäßigt bis warm; Regen (ca. 395 mm/Jahr) fällt mit Ausnahme der Sommermonate übers Jahr verteilt.

## Bevölkerungsentwicklung
| Jahr      | 1857  | 1900  | 1950  | 2000  | 2017  |
| Einwohner | 4.605 | 2.188 | 2.282 | 2.248 | 3.053 |

Obwohl Cadalso de los Vidrios im weitesten Sinne zum Großraum Madrid gehört, hat sich die Einwohnerzahl der Gemeinde seit der Mitte des 19. Jahrhunderts nur geringfügig verändert.

## Wirtschaft
Im Mittelalter war Cadalso de los Vidrios eine Landgemeinde, die groß genug war um als handwerkliches und merkantiles Zentrum (Markt) für die Einzelgehöfte und kleinen Dörfer in der Umgebung zu dienen. Seit dem 16./17. Jahrhundert spielt die Glasherstellung eine wichtige Rolle im Wirtschaftsleben der Gemeinde. Heutzutage bildet auch der Tourismus in dem unter Denkmalschutz stehenden alten Ortskern eine wichtige Einnahmequelle der Kleinstadt.

## Geschichte
Von Keltiberern, Römern und Westgoten fehlt in der Umgebung von Cadalso de los Vidrios jede Spur. In islamischer Zeit besaß der Ort eine oder mehrere Moscheen und eine Stadtmauer. Nach der Rückeroberung (reconquista) Toledos durch Alfons VI. von León im Jahr 1085 wurde der Ort teilweise durch Christen aus dem Norden oder aus dem Süden der Iberischen Halbinsel wiederbesiedelt (repoblación). Im Jahr 1389 verlieh Johann I. Cadalso die Stadtrechte (villa). In den nachfolgenden Jahrhunderten lag die Kleinstadt jedoch weitgehend außerhalb der Interessensphäre des Königshofes; lediglich Don Álvaro de Luna, der Günstling Johanns II., hatte in der Gegend weitläufige Besitztümer.

## Sehenswürdigkeiten

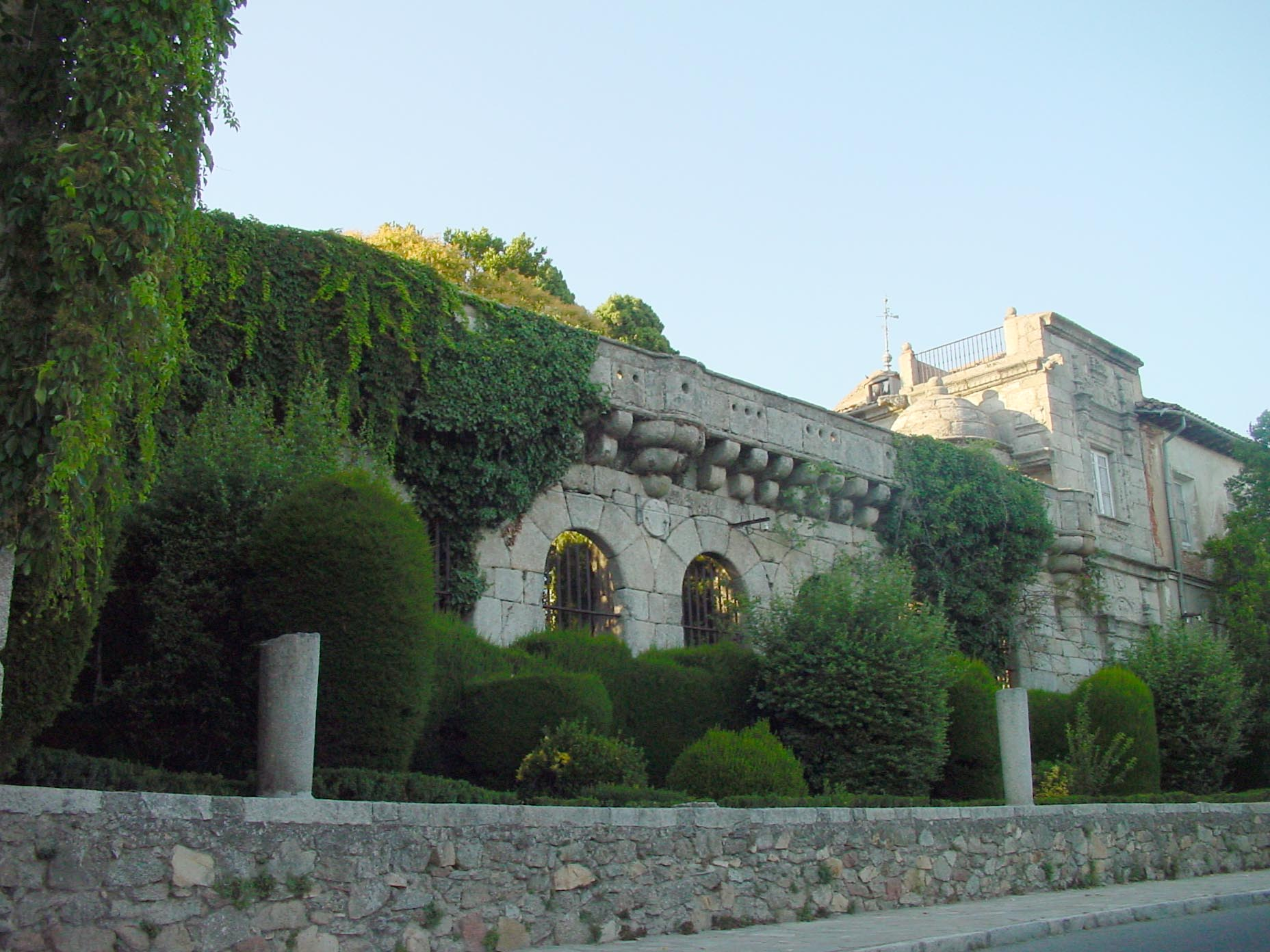
Fassade des Palacio de Villena

- Der in den Jahren um 1530/40 von Álvaro de Luna aus Granitsteinen erbaute Palacio de Villena brannte im Jahr 1917 beinahe vollständig ab; lediglich Teile der Fassade sind erhalten.
- Ein Brunnen aus maurischer Zeit (Fuente de los Álamos) steht auf dem Platz vor dem Palacio de Villena.
- Die Iglesia Nuestra Señora de la Asunción ist der Himmelfahrt Mariens geweiht. Der Kirchenbau wurde im Jahr 1498, also in der Zeit Isabellas I. begonnen, doch seine Fertigstellung erfolgte erst ca. 50 Jahre später. Bemerkenswert ist das Renaissanceportal auf der Südseite.
- Das Gebäude der Guardia Civil stammt aus dem ausgehenden 19. Jahrhundert.

## Persönlichkeiten
- Luis María de Borbón y Vallabriga (1777–1823), römisch-katholischer Geistlicher, Erzbischof von Sevilla (1799–1800) und Toledo (1800–1823), Kardinal